# 裙带菜
裙帶菜（学名：Undaria pinnatifida），又稱若布（日语：／ Wakame）、翅藻、海帶芽，是褐藻綱海帶目翅藻科裙帶菜屬的一種，為一年生大型海藻。該種是暖溫帶性海藻，多生長在深約3至10公尺的清澈海域。該種本為北太平洋西部地區特有的物種，但由於船運日漸發達，已經隨著壓艙水的排放而出現於澳洲、紐西蘭等地的海洋中，並被IUCN物種存續委員會認定為「世界百大外來入侵種」之一。
該種藻體呈褐色，分為固着器、柄和葉狀體三部分，與海帶構造相似。長成後體長1至2公尺，寬度20至40公分，利用由多次分支的假根組成的固着器固定在岩礁上，葉狀體成羽狀互生。海藻发现于世界各地的近岸生态系统，但首先在苏格兰被使用，逐渐转移到美国。像中国这样的亚洲国家在许多医药和烹饪应用上都使用它。
生活史中存在世代交替，一般見到的是孢子體，而配子體則極其微小，肉眼很難見到。每年春季，孢子由柄部的生殖葉放出，在海中游移。孢子著生在岩石上後，發芽產生兩性配子體。在經過夏天的休眠以後，成熟的配子體在秋季完成受精，新的孢子體在冬季長成成體。
該種的葉片與柄部均可供食用，春季為採收期。食用方式与海带和海藻类似，在中国沿海地区常常作为开胃菜、小菜和配菜食用，在日本料理和韓國料理中常常作為湯的配菜。